# Tridactyle lisowskii
Tridactyle lisowskii är en orkidéart som först beskrevs av Dariusz Lucjan Szlachetko, och fick sitt nu gällande namn av Dariusz Lucjan Szlachetko och Tomasz Sebastian Olszewski. Tridactyle lisowskii ingår i släktet Tridactyle och familjen orkidéer. Inga underarter finns listade i Catalogue of Life.